# Banc zombi
Un banc zombi (anglès: zombie bank) és una entitat financera amb un valor econòmic net menor que zero, però que continua operant perquè pot seguir pagant els seus deutes de forma sostinguda per algun crèdit governamental implícit o explícit. El terme va ser utilitzat per primera vegada per Edward Kane el 1987 per explicar el perill de tolerar un gran nombre de grups prestadors insolvents, en el marc de la crisi japonesa de 1991-2001. Els bancs zombis afronten les peticions dels seus dipositants no assegurats i els marges dels competidors (anglès: margin calls) utilitzant transaccions en derivats financers.
S'involucren en apostes d'alt risc que debiliten els marges de benefici industrial i encomanen la insolvència a competidors sans. Si la seva insolvència no es resol, cada vegada més institucions entren en dificultats i la crisi esclata quan es posa en dubte la decisió governamental de posar en pràctica un pla de rescat (anglès: bailout).